# نوک‌داسی‌ها
نوک‌داسی‌ها (نام علمی: Epimachus) نام یک سرده از تیره مرغ بهشت است.

## گونه‌ها
- نوک‌داسی سیاه, Epimachus fastuosus
- نوک‌داسی قهوه‌ای, Epimachus meyeri